# La Gomera-i repülőtér
A La Gomera-i repülőtér (IATA: GMZ, ICAO: GCGM) Spanyolország egyik belföldi repülőtere, amely La Gomera közelében található. Éves utasforgalma 95 163 fő (2022).

## Futópályák
A repülőtér futópályái:
- 09/27 (1500 m, 30 m, aszfalt)

## Forgalom
Az utasforgalom az elmúlt években az alábbi módon változott:
| Utasok száma | 28 588 | 34 496 | 40 569 | 34 605 | 32 713 | 28 925 | 38 043 | 61 944 | 54 388 | 95 163 |
|              | 2003   | 2005   | 2007   | 2009   | 2011   | 2014   | 2016   | 2018   | 2020   | 2022   |

## Légitársaságok és úticélok
| Légitársaság    | Célállomások                 |
| --------------- | ---------------------------- |
| Binter Canarias | Gran Canaria, Tenerife–North |